# أنظمة الوقود الحيوي

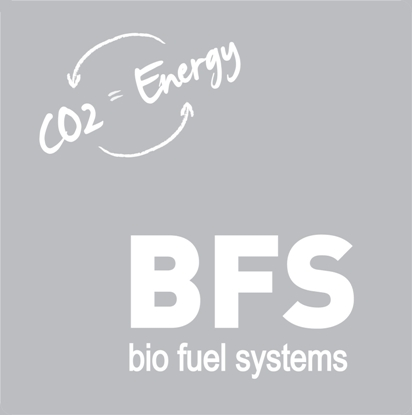

أنظمة الوقود الحيوي (بالإنجليزية: Bio Fuel Systems)‏ هي شركة مملوكة بالكامل للدولة الإسبانية حيث قامت بوضع طريقة لتربية العوالق وأيضاً لتحويل النباتات البحرية إلى زيت، موفرة بذلك مصدرًا محتملًا لا ينضب من الوقود النظيف. وقد تم تكوينها عام 2006 في شرق إسبانيا بعد ثلاث سنوات من البحث من قبل العلماء والمهندسين التابعين لجامعة أليكانتي.
وتعتمد العملية التي تم وضعها لتحويل الطاقة على ثلاثة عناصر هي: الطاقة الشمسية ، عملية البناء الضوئي ، و المجال الكهرومغناطيسي. ويقال أن الوقود الجديد الخاص بهذه الشركة يحد من غاز ثاني أكسيد الكربون كما أنه خالٍ من الملوثات الأخرى مثل ثاني أكسيد الكبريت بالإضافة إلى أنه أرخص من الوقود الأحفوري القياسي المتوفر حالياً. ويتميز نظام التحويل الحيوي الخاص بهم بأن معدل إنتاجه أعلى 400 مرة عن أي نظام مشروع آخر منتج للزيت (النفط) أو الإيثانول. [بحاجة لمصدر]

## وصلات
- Corporate website (BFS)
- International Congress "Bio-mass and biofuels production from algae oil" : Airemar prototype

## مصدر
- "Spanish Firm Claims it Can Make Oil from Plankton". Reuters. 2006-07-21. Retrieved 2006-12-02